# بخش اتومبا، شهرستان کارلتون، مینه سوتا
بخش اتومبا (به انگلیسی: Automba Township) یک منطقهٔ مسکونی در ایالات متحده آمریکا است که در شهرستان کارلتون، مینه‌سوتا واقع شده است. بخش اتومبا ۹۴٫۳ کیلومتر مربع مساحت و ۱۳۷ نفر جمعیت دارد و ۳۹۳ متر بالاتر از سطح دریا واقع شده است.